# Großer Sonnstein
Der Große Sonnstein ist ein 1037 m ü. A. hoher Berg im Gemeindegebiet von Ebensee am Traunsee am Westufer des Traunsees. Er ist wegen seiner schönen Aussicht über den Traunsee, das Tote Gebirge und das Höllengebirge ein beliebter Wanderberg. 

## Flora und Vegetation
Im Gipfelbereich befindet sich ein schön ausgeprägter Schneeheide-Föhrenwald. Unter den Waldkiefern (Pinus sylvestris) wächst auch der ausgesprochen wärmeliebende Blut-Storchschnabel.

## Anstiege
Markierte Anstiege
- Weg 13: Ebensee – Großer Sonnstein – Kleiner Sonnstein